# 모티엔 전투
모티엔 전투(일본어: 摩天嶺の戦い 마텐레이 노 타타카이[*], 러시아어: Бой на Янзелинском перевале) 또는 모티엔 고개 전투는 1904년 6월 27일 러일 전쟁 당시 만주에서 표도르 켈레르 중장이 이끄는 러시아 제국 육군과 구로키 다메모토가 이끄는 일본 제국 육군의 소규모 군대가 전략적 요충지인 모티엔 고개에서 벌인 전투이다.

## 과정
표도르 켈레르 백작은 압록강 전투 이후 러시아군을 동쪽으로 이동시켜 2만 5000명을 이끌고 단둥과 랴오둥반도 사이의 주요 도로들이 교차하는 모티엔 고개에 주둔시켰다. 당시 러시아군 총사령관 알렉세이 쿠로팟킨과 미하일 스코벨레프의 친구였던 켈레르는 텔리수 전투에서 이미 많은 병력은 손실한 탓에 쿠로팟킨으로부터 2개 연대를 지원받아 방어선을 강화했다.
한편 보급품을 보충받은 구로키 다메모토가 지휘하는 일본군은 6월 19일 ~ 6월 25일까지 랴오닝성에서 진격이 중지되었다. 이에 6월 26일 켈레르는 쿠로팟킨으로부터 다른 연대 병력들을 더 빼내 당일 일본군을 기습 공격하기로 마음먹었다. 모티엔 고개에서 3개 러시아군 보병 연대과 3개의 포병 진지를 구축하고 서쪽에서 여단 규모의 병력과 예비 보병 연대가 주둔했다.
이에 일본군은 6월 25일 ~ 6월 26일 밤에 러시아군의 우측면 뒤쪽으로 돌아갔으나 러시아의 맥심기관총과 포병들에 의해 들켜 러시아군의 좌측면에서 우왕좌왕했다. 전투는 6월 27일 5시 15분 일본군이 정면을 공격함에 따라 시작되었고 러시아군은 7시까지 강력한 대포 사격으로 어느 정도는 공격을 막아냈지만 8시에는 일본군의 측면 공격에 포위되었다는 사실을 발견하면서 밤 10시까지 서둘러 시무청(析木城)으로 후퇴했다.
6월 30일 일본군은 모티엔 고개를 함락시켰고 켈레르는 일본군 포병의 공격으로 부상을 입어 결국 사망했다.

## 결과
일본군은 7월 13일 모티엔 고개를 점령하기 위해 이동했다. 양측의 사상자는 비교적 적었지만, 이후의 분석가들은 유능하다고 알려진 켈레르 장군이 왜 전략적이고, 방어하기 쉬운 진지를 그렇게 형편없는 저항으로 포기를 했는 지를 심도있게 분석했다. 켈레르 장군은 일본군 포병이 모티엔 고개를 탈환하기 위해 쏜 산탄의 파편으로 인한 상처로 인해 사망을 했고, 기록을 남기지도 않았다.

## 참고 자료
- 로템 코우너 (2006). "Historical Dictionary of the Russo-Japanese War". Scarecrow. ISBN 0-8108-4927-5
- Connaughton, Richard (2003). "Rising Sun and Tumbling Bear". Cassell. ISBN 0-304-36657-9